# Kitimbwa Sabuni
Kitimbwa Sabuni, född 16 juni 1977 i Bujumbura, Burundi, är en svensk organisationsutvecklare och samhällsdebattör, känd som talesperson för Afrosvenskarnas riksförbund (ASR) och Muslimska mänskliga rättighetskommittén (MMRK).
Sabuni är uppvuxen i Kungsängen i Upplands-Bro kommun. Som talesperson för ASR och MMRK deltar Sabuni ofta i debatter och seminarier om rasism i Sverige och lyfter ofta frågor om rasism som riktas mot muslimer eller svenskar med afrikansk bakgrund. Han har flera gånger kritiserat den svenska regeringen för att inte arbeta tillräckligt mot diskriminering av muslimer. Han har även kritiserat oviljan att tala om begreppet ras, som han menar leder till att rasdiskriminering ignoreras i Sverige. Sabuni menar att hudfärg är en av de viktigaste faktorerna för människors livsutfall snarare än etniska gruppers egenskaper.
År 2013 var han redaktör för en skuggrapport till FN:s rasdiskrimineringskommitté som författades av ett nätverk bestående av FIFS, Sveriges Muslimska Förbund, Islamiska Förbundet i Sverige, Ibn Rushd Studieförbund, Sveriges Unga Muslimer och Svenska Muslimer för Fred och Rättvisa. Rapporten uppgav att muslimers mänskliga rättigheter kränks i Sverige och att islamiska organisationer borde få högre statsbidrag. Bland annat ansåg Sabuni i intervju med SVT att SVT:s neutralitetsprincip som begränsar nyheternas programledare från att bära den islamiska slöjan skulle hävas. Han uttalade också att man inte kan kräva av muslimer att ta av sig slöjan under arbetstid.
År 2014 medverkade han i Malin Holmberg-Karims dokumentärfilm Raskortet som visades i Sveriges television.

## Familj
Kitimbwa Sabuni är bror till politikern Nyamko Sabuni. Han är gift med Fatima Doubakil.

## Kända uttalanden
År 2007 anmälde en privatperson med svensk-kongolesisk bakgrund seriealbumet Tintin i Kongo till Justitiekanslern, vilket Sabuni och ASR ställde sig bakom. Sabuni menade att boken var "en klassisk kolonial rasistisk skildring av afrikaner" och kritiserade nyutgivningen av albumet från 2005.
År 2008 skrev han en debattartikel i Expressen där han kritiserade Storbritanniens och andra västländers sanktioner mot Zimbabwe och dess president Robert Mugabe. Han menade även att medierapporteringen i väst ensidigt skyllde Afrikas problem på "galna afrikaner" istället för att rannsaka de egna ledarnas roll.
I april 2012 krävde han kulturminister Lena Adelsohn Liljeroths avgång efter att hon deltagit vid konstnären Makode Lindes kontroversiella konstevenemang Painful Cake.
Efter att Kulturhuset i Stockholm 2012 fått kritik i samband med Tintingate, för att ha velat plockat bort samtliga Tintin-album från sin barnavdelning, menade Sabuni att denna kritik visade på "den vita tyckarelitens makt över Sveriges offentliga samtal.
År 2013 uppmärksammades Sabuni efter att ASR polisanmält Stockholm Pride för hets mot folkgrupp. Han menade att en deltagare i prideparaden hade haft en rasistisk blackfacesminkning.
År 2017 anförde Sabuni i en intervju att när det ställs krav på hårdare tag mot kriminalitet och upprättas projekt mot hederskultur så bottnar detta i en kolonial logik som riktar sig mot grupper som har sitt ursprung i länder som tidigare var koloniserade av europeiska stormakter.